# Puente de la rambla de Enmedio
El puente de hierro sobre la rambla de Enmedio es un puente de la línea del Almanzora situado en el término municipal de Armuña de Almanzora (Almería).

## Características
Se encuentra en el punto kilométrico 90,8 del ferrocarril de Lorca a Baza. Mide 36 metros de largo y 10,24 metros de altura.
En sus cercanías hay unos campos de pimientos, un campo de fútbol con medidas de 95 por 42 metros, un eucalipto y abundante flora y fauna en forma de retamas, liebres, zorras, conejos, etc.

## Historia
En 1889 se expropiaron los terrenos donde luego se construiría la vía del tren (Expediente 1933-606). Entre 1893 y 1894 se construyó el trazado de la vía del tren en el término municipal de Armuña de Almanzora, el cual abarcaba desde el km 92,150 hasta el km 90,140 de la línea férrea de Lorca a Baza y Águilas.
El puente fue construido en 1894 por la Great Southern of Spain Railway.
A mediados de 1894, pasó el primer tren por Armuña de Almanzora y el 31 de diciembre de 1984 circuló el último. El 1 de enero de 1985, se cerró la línea de ferrocarril, y el puente fue abandonado por RENFE y desmantelado en 2005 tras un fracasado intento de tren turístico (1998-2003).

## Estado de conservación en la actualidad
El puente metálico de la rambla de Enmedio fue rehabilitado y actualmente forma parte del trazado de la vía verde del Almanzora.